# Nocardia caishijiensis
Espèce
Nocardia caishijiensis est une espèce de bactéries Gram positives  de la famille des Nocardiaceae isolée en Chine et reconnu comme pathogène opportuniste.

## Description
Nocardia caishijiensis est une espèce avec des caractéristiques typiques du genre Nocardia, à savoir qu'il s'agit d'une bactérie aérobie, Gram-positive, légèrement acid-fast et non-mobile. C'est un actinomycète qui forme un mycélium branché qui se fragmente en éléments bacilliaires. Les colonies de N. caishijiensis sont convexes à irrégulières avec des bords filamenteux. Aucun pigment n'est formé.
Cette bactérie a aussi été identifiée comme endophyte de Sonchus oleraceus.

### Caractéristiques biochimiques
Les réactions biochimiques sont positives pour le test catalase et négatives pour le test oxydase. Cette bactérie peut réduire le nitrate et hydrolyser l'esculine et l'urée mais pas l'arbutine. N. caishijiensis dégrade le Tween 20 et le Tween 80 mais pas le Tween 60. De même, elle ne dégrade pas l'adénine, la guanine ou la tyrosine, et non plus l'amidon, la caséine, l'élastine, l'hypoxanthine et la xanthine.
N. caishijiensis forme de l'acide en utilisant les sucres suivants : D-fructose, D-galactose, D-glucose, glycérol, D -mannose, D-ribose, D-tréhalose et D-xylose. Elle ne peut pas le faire en utilisant l'arbutine, le D-cellobiose, le myo-inositol, l'inuline, le D-maltose, le D-melezitose, le D-mélibiose, le D-raffinose, α-L-rhamnose, l'amidon, le D-sucrose ou le D-turanose.
Les sources de carbone et d'énergie utilisables par cette bactérie sont : arbutine, D-cellobiose, D-fructose, D-galactose, D-glucose, glycérol, inuline, D-maltose, D-mannose, D-melezitose, D-mélibiose, methyl α-D-glucoside, D-raffinose, α-L-rhamnose, D-ribose, amidon (faiblement), D-sucrose, D-tréhalose, D-turanose, D -xylose, acétate, fumarate (faiblement), acide lactique, propionate, pyruvate et succinate (faiblement).
Les sources d'azote utilisables par cette espèce sont : L -Alanine, L -aspartate (faiblement), D-glucosamine, L-proline et L-sérine.

### Acides gras cellulaires
Les acides gras cellulaires majoritaires sont les suivants : C16:0 (21.8 %),C18:0 (31.7 %), cis9-C16:1 (10.7 %), cis9-C18:1 (16.1 %) et 10-methyl-C18:0 (7.8 %).

### Conditions de culture
Cette espèce peut être cultivée sur milieu de Bennett supplémenté avec 1 % (w/v) de D-glucose, 0,1 % (w/v) d'extrait de levure, 0,1 % (w/v) d'extrait de bœuf, 0,2 % (w/v) d'hydrolysat de caséine et 1,5 % (w/v) d'agar à une température d'incubation de 28 °C durant sept jours. Elle peut être cultivée entre 17 et 37 °C, à un pH compris entre 5,2 et 10,0 et en présence de 5 % de chlorure de sodium mais pas à 6 ou 7 % (w/v).

### GC%
La composition en bases nucléotidiques G+C est de 69,4 %.

## Résistance aux antibiotiques
Le souche type de cette espèce est résistante à la pénicilline G, au lysozyme, et aux sulfates de gentamicine et de streptomycine.
Cette souche est sensible au chloramphénicol, à l'érythromycine, à la midécamycine, à l'hydrochloride de minocycline, à la rifampicine, au sulfate de tobramycine et à la vancomycine.
Cette bactérie est capable de produire des composé possédant des propriétés antimicrobiennes contre Staphlococcus aureus résistant à la méticilline (MRSA), Escherichia coli ATCC 25922, Klebsiella pneumoniae ATCC 706003, S. aureus et Candida tropicalis. Ces substances bioactives pourraient être de la sténothricine et de la bagrémycine A.

## Taxonomie
Le nom correct complet (avec auteur) de ce taxon est Nocardia caishijiensis Zhang et al. 2003,.
La souche type de cette espèce est la souche F829 qui a été déposée dans différentes banques de cultures bactériennes sous les identifiants AS 4.1728 et JCM 11508. Cette souche type a été isolée d'un prélèvement de sol provenant de Caishiji, dans la province d'Anhui en Chine.

### Étymologie
L'étymologie du nom spécifique est la suivante: cai.shi.ji.en’sis. N.L. masc./fem. adj. caishijiensis, de ou appartenant à Caishiji, l'origine du sol d'où a été isolé la souche type,,.

### Phylogénie
L'analyse phylogénétique de l'ARNr 16S de la souche type a montré une similarité de séquence de 97,6 % avec la souche type de Nocardia asteroides qui se retrouve être l'espèce la plus proche phylogénétiquement tout en étant située sur un sous-clade différent.

## Pathogénicité
Cette bactérie a été identifiée comme pathogène opportuniste chez des patients immunodéprimés en Iran et en Amérique du Nord et provoquant des pneumonies.